# Bicton (Shrewsbury)
Bicton – wieś w Anglii, w hrabstwie Shropshire. Leży 5 km na północny zachód od miasta Shrewsbury i 229 km na północny zachód od Londynu.